# Teremiec
Teremiec – kolonia w Polsce położona w województwie lubelskim, w powiecie chełmskim, w gminie Białopole.
W latach 1975–1998 miejscowość administracyjnie należała do województwa chełmskiego. 
Kolonia jest sołectwem w gminie Białopole. Według Narodowego Spisu Powszechnego z roku 2011 kolonia liczyła 129 mieszkańców i była dziesiątą co do liczby ludności miejscowością gminy.
Wierni Kościoła rzymskokatolickiego należą do parafii Matki Bożej Częstochowskiej w Białopolu.

## Historia
Teremiec jako folwark wchodzący w skład dóbr Strzelce wymieniony został już w 1834 roku w akcie kupna-sprzedaży (wtedy to Karolina i Józef małżonkowie Iżyccy odkupili od rządu Królestwa Polskiego (Kongresówki) dobra Strzelce). Wraz z całym kluczem strzeleckim folwark był w posiadaniu Iżyckich, Poletyłów i Zamoyskich. W 1896 roku folwark był dzierżawiony przez Franciszka Weissberga. W okresie I wojny światowej, podobnie jak inne okoliczne miejscowości, Teremiec został zdewastowany. Po zakończeniu działań wojennych część majątku dzierżawił Stefan Gnatkowski. W latach trzydziestych XX wieku folwark został częściowo rozparcelowany. II wojna światowa przyniosła kolejne zniszczenia, m.in. w pożarze spłonął drewniany dwór.

## Parki i przyroda
Obecnie we wsi pozostały resztki podworskiego parku liczące ok. 1,5 ha. Rośnie tu około 200 drzew dziesięciu gatunków (np. dąb szypułkowy, lipa drobnolistna, jesion wyniosły, robinia akacjowa, buk zwyczajny, modrzew europejski czy kasztanowiec biały).